# Rupert Bär
Rupert Bär (im englischen Original: Rupert Bear – Follow The Magic…) ist eine britische Fernsehserie für Vorschulkinder, die seit 2008 auch auf Super RTL und Junior ausgestrahlt wird und deren Hauptfigur ein kleiner weißer Teddybär, der altmodische britische Kleidung sowie einen gelben Schal mit schwarzen Karos trägt, ist.

## Hintergrund
Die Figur Rupert Bär basiert auf einem Cartoon der Kinderbuch-Illustratorin Mary Tourtell, der 1920 unter dem Titel Little Lost Bear in der Tageszeitung Daily Express erstmals erschienen ist. Ein Jahr später wurde die Geschichte als Buch bzw. Sammelband The Adventures of the little lost bear veröffentlicht. Produziert wurde Rupert Bear – Follow the Magic in einer Mischung aus Animation und 3D-CGI-Technik vom englischen Cosgrove Hall Animation Studio, aus deren Schmiede auch Danger Mouse oder Pocoyo stammen. Die unter Leitung von George Martin 1982 in den AIR Studios in London aufgenommene Musik der englischen Originalfolgen stammt von Paul McCartney. 2007 hat die Studio Hamburg Synchron GmbH die insgesamt 52 Folgen synchronisiert.
Die TV-Serie läuft seit Anfang 2008 fast kontinuierlich auf Super RTL sowie auf dem Pay-TV-Sender Sky im Kinderprogramm Junior. Bislang gibt es 52 Folgen, die seit der Erstausstrahlung mehrmals wiederholt wurden.

## Geschichte und  Charaktere
Rupert Bär lebt mit seinen Freunden, Ping Pong, Bill, Edward, Raggety, Fred & Frieda in Nusswald. Dort erleben die Freunde ständig aufregende Geschichten und spannende Abenteuer. Es werden Werte wie Freundschaft und Hilfsbereitschaft vermittelt. Aber Rupert und seine Freunde ermuntern die kleinen Zuschauer auch spielerisch, sich mit der Natur und der eigenen Umwelt auseinanderzusetzen.
Rupert BärRupert ist 5 Jahre alt und der Sohn eines pfeiferrauchenden, meist im Garten beschäftigten Vaters, liebt Fußball und ist ein fröhlicher, lustiger Zeitgenosse. Immer auf der Suche nach Abenteuern, ist er ein wenig stürmisch aber trotzdem mutig und sehr großherzig.
Ping PongPing Pong ist ebenfalls 5 Jahre alt, gehört zu Ruperts zwei besten Freunden und ist ein wahres Energiebündel. Sie ist die gute Seele der Truppe und kann zaubern. Am liebsten kümmert sie sich um ihr Haustier, den Babydrachen Ming.
Bill DachsBill Dachs (im Original Bill Badger) ist Ruperts anderer bester Freund und schon 5 ¾ Jahre alt. Bill liebt seinen Taschencomputer über alles und ist von Daten und Zahlen völlig fasziniert. Daher ist er auch das Genie der Truppe.
Edward Rüssel (im Original Edward Trunk)Edward, ein Elefant, ist mit seinen 5 Jahren etwas größer als seine Freunde und auch etwas ruhiger und vorsichtiger. Er träumt lieber von Abenteuern, als dass er sie tatsächlich erlebt und sitzt am liebsten unter einem Baum und liest.
MirandaMiranda ist eine bezaubernde Meerjungfrau und lebt im Wasser in Rocky Bay. Dort sitzt sie auch oft auf ihrem Felsen. Ihre Lieblingsbeschäftigung ist es aber, hübsche Muscheln und Steine zu sammeln.
Freddy und FriedaDie beiden frechen Fuchszwillinge leben in ihrem Bau am Waldrand. Sie sind unzertrennlich und spielen gern. Freddy und Frieda sind von Natur aus extrem ausgelassen und überschwänglich und neigen daher manchmal zu Ungezogenheiten.
RaggetyRaggty ist mit seinen 4 Jahren der jüngste der Freunde und begegnet den anderen daher mit sehr viel Respekt. Und am meisten bewundert er Rupert Bär. Genau wie Ping Pong hat Raggety magische Fähigkeiten, denn er ist ein Elf.

## Episoden
| Originaltitel | Deutscher Titel |
| --- | --- |
| - 1. Rupert’s Wild Scooter Ride - 2. Rupert’s Undersea Adventure - 3. Rupert Builds a Nest - 4. Rupert and the Stargirl - 5. Rupert and the Cloud Shepherd - 6. Rupert and the Magic Carpet - 7. Rupert and the Cheeky Sneeze - 8. Rupert and the Special Sandcastle - 9. Rupert and the Magic Lantern - 10. Rupert’s Treasure Hunt - 11. Rupert Files to Cheddar Moon - 12. Rupert and the Giant Egg Race - 13. Rupert’s Magic Car | - Rupert und die wilde Rollerfahrt - Abenteuer unter Wasser - Rupert baut ein Nest - Eine himmlische Freundin - Rupert und der Wolkenschäfer - Rupert und der fliegende Teppich - Der Zauberschnupfen - Rupert und die Sandburgen - Rupert, der Abenteurer - Rupert auf Schatzsuche - Alles Käse - Der große Eierlauf - Ruperts Zauberauto |

| Originaltitel | Deutscher Titel |
| --- | --- |
| - 14. Rupert and the Unusual Birthday - 15. Rupert and the Rainbow - 16. Rupert and the Toy Soldiers - 17. Rupert and the Giant Sunflower - 18. Rupert and the Cuckoo Clock - 19. Rupert and the Magic Books - 20. Rupert and the Mischievous Genie - 21. Rupert and the Scarecrow - 22. Rupert and the Octopus's Garden - 23. Rupert and the Treasure Chest - 24. Rupert and the Magic Show - 25. Rupert and the Missing Music - 26. Rupert and the Weather Machine | - Rupert und der ungewöhnliche Geburtstag - Rupert und der Regenbogen - Hepp, 2, 3, 4 - Raggetys großer Tag - Rupert und die Kuckucksuhr - Rupert und die verzauberten Bücher - Rupert und der tückische Geist - Rupert und die Vogelscheuche - Ein Tintenfisch entwischt - Die Zaubermünze - Missgeschick bei einem Trick - Rupert und die verlorenen Noten - Die Wettermaschine |

| Originaltitel | Deutscher Titel |
| --- | --- |
| - 27. Rupert and the Hilarious Hiccups - 28. Rupert and the Snowglobe - 29. Rupert and the Dancing Shoes - 30. Rupert and the Oldest Tree - 31. Rupert and the Clockwork Dragon - 32. Rupert and the Moon Adventure - 33. Rupert and the Grumbleclouds - 34. Rupert and the Playful Wind - 35. Rupert’s Bird's Eye View - 36. Rupert and the Memory Man - 37. Rupert and the Invisible Foxes - 38. Rupert and the Dew Fairy - 39. Rupert and the Apple River | - Rupert und der witzige Schluckauf - Rupert und die Schneekugel - Rupert und die tanzenden Schuhe - Rupert und der älteste Baum - Rupert und der Aufzieh-Drachen - Raggetys Mondfahrt - Rupert und die Grummelwolken - Rupert und der verspielte Wind - Die schönste Aussicht der Welt - Rupert und der Erinnerungsmann - Rupert und die unsichtbaren Füchse - Rupert und die Morgentau-Fee - Rupert und der Apfelfluss |

| Originaltitel | Deutscher Titel |
| --- | --- |
| - 40. Rupert to the Rescue - 41. Rupert and the Butterfly Collector - 42. Rupert and the Lost Stars - 43. Rupert and the Photo Finish - 44. Rupert Lights the Way - 45. Rupert and the Sleepy Flowers - 46. Rupert and the Magical Puppets - 47. Rupert and the Beehive - 48. Rupert and the Lost Bird - 49. Rupert and the Sailing Race - 50. Rupert and the Magical Dragon - 51. Rupert Saves Christmas - 52. Rupert and the Snow Key | - Rupert, der Retter in der Not - Rupert und der Schmetterlingssammler - Rupert und die verlorenen Sterne - Rupert und die Zielkamera - Gefahr in der Felsenbucht - Rupert und die Schlummerblumen - Rupert und die Zauberpuppen - Rupert und das Bienenhaus - Rupert und der verlorene Vogel - Das nasse Abenteuer - Rupert und der fliegende Drache - Rupert rettet Weihnachten - Rupert und der Schneeschlüssel |

## Veröffentlichung
18 der 52 Folgen sind bereits auf DVD und als Hörspiel-CD (Teil 1 auch als Musikkassette) erschienen. Neben der deutschen ist auf der DVD auch die englische Tonspur enthalten, mit der Vorschulkinder spielerisch erste Begriffe der englischen Sprache erlernen können.
- Rupert Bär 1 – Der große Eierlauf[8]
- Rupert Bär 2 – Rupert und die Sandburgen
- Rupert Bär 3 – Rupert und die Schneekugel

Des Weiteren wurden schon vor der Fernsehserie die PC-Spiele Rupert and the Toymaker’s Party und Rupert and the Ice Castle herausgebracht sowie ein Onlinespiel zur Serie bei Toggolino.